# Nationalliga A (1999/2000)
Nationalliga A (1999/2000) – 102. edycja najwyższej piłkarskiej klasy rozgrywkowej w  Szwajcarii. Rozpoczęły się 7 lipca 1999 roku, zakończyły się natomiast 7 czerwca 2000 roku. W rozgrywkach wzięło udział dwanaście drużyn. Mistrzowski tytuł wywalczyła drużyna FC Sankt Gallen. Królem strzelców ligi został Charles Amoah z St. Gallen, który zdobył 25 goli.

## Drużyny
| Uczestnicy poprzedniej edycji                                                                                 | Uczestnicy poprzedniej edycji | Uczestnicy poprzedniej edycji | Uczestnicy poprzedniej edycji |
| --- | ----------------------------- | ----------------------------- | ----------------------------- |
| SER | Servette FC                   | 1                             |                               |
| GRA | Grasshopper Club Zurych       | 2                             |                               |
| LAU | FC Lausanne-Sport             | 3                             |                               |
| ZUR | FC Zürich                     | 4                             |                               |
| BAS | FC Basel                      | 5                             |                               |
| NEU | Neuchâtel Xamax               | 6                             |                               |
| LUZ | FC Luzern                     | 7                             |                               |
| GAL | FC Sankt Gallen               | 8                             |                               |
| LUG | FC Lugano                     | 9                             |                               |
| AAR | FC Aarau                      | 10                            |                               |
| Awans z Nationalligi B (1998/1999)                                                                            |                               |                               |                               |
| DEL | SR Delémont                   | 1                             |                               |
| YVE | Yverdon-Sport FC              | 2                             |                               |
| Oznaczenia: - kolumna pierwsza – skróty nazw drużyn, - kolumna trzecia – miejsce zajęte w poprzednim sezonie. |                               |                               |                               |

Po poprzednim sezonie spadły: BSC Young Boys i FC Sion.

## Sezon zasadniczy

### Tabela
| Lp. | Drużyna                 | M  | Z  | R  | P  | Bramki | Bramki | Różn. | Pkt | Uwagi              |
| --- | ----------------------- | -- | -- | -- | -- | ------ | ------ | ----- | --- | ------------------ |
| 1   | FC Sankt Gallen         | 22 | 13 | 6  | 3  | 42     | 25     | +17   | 45  | Grupa mistrzowska  |
| 2   | FC Basel                | 22 | 9  | 10 | 3  | 31     | 21     | +10   | 37  | Grupa mistrzowska  |
| 3   | FC Lausanne-Sport       | 22 | 9  | 9  | 4  | 35     | 25     | +10   | 36  | Grupa mistrzowska  |
| 4   | Grasshopper Club Zurych | 22 | 9  | 7  | 6  | 40     | 25     | +15   | 34  | Grupa mistrzowska  |
| 5   | Yverdon-Sport FC        | 22 | 7  | 9  | 6  | 28     | 25     | +3    | 30  | Grupa mistrzowska  |
| 6   | Neuchâtel Xamax         | 22 | 7  | 7  | 8  | 34     | 33     | +1    | 28  | Grupa mistrzowska  |
| 7   | FC Luzern               | 22 | 8  | 4  | 10 | 28     | 29     | −1    | 28  | Grupa mistrzowska  |
| 8   | Servette FC             | 22 | 8  | 4  | 10 | 32     | 36     | −4    | 28  | Grupa mistrzowska  |
| 9   | FC Zürich               | 22 | 6  | 8  | 8  | 21     | 29     | −8    | 26  | Grupa awans/spadek |
| 10  | FC Aarau                | 22 | 7  | 5  | 10 | 30     | 42     | −12   | 26  | Grupa awans/spadek |
| 11  | FC Lugano               | 22 | 5  | 6  | 11 | 27     | 34     | −7    | 21  | Grupa awans/spadek |
| 12  | SR Delémont             | 22 | 4  | 5  | 13 | 24     | 48     | −24   | 17  | Grupa awans/spadek |

## Grupa mistrzowska
| Lp. | Drużyna                 | M  | Z | R | P  | Bramki | Bramki | Różn. | Pkt | Uwagi                                         |
| --- | ----------------------- | -- | - | - | -- | ------ | ------ | ----- | --- | --------------------------------------------- |
| 1   | FC Sankt Gallen         | 14 | 9 | 4 | 1  | 33     | 14     | +19   | 54  | Liga Mistrzów UEFA • III runda kwalifikacyjna |
| 2   | FC Lausanne-Sport       | 14 | 8 | 2 | 4  | 22     | 13     | +9    | 44  | Puchar UEFA • Runda kwalifikacyjna            |
| 3   | FC Basel                | 14 | 5 | 6 | 3  | 16     | 16     | 0     | 40  | Puchar UEFA • Runda kwalifikacyjna            |
| 4   | Grasshopper Club Zurych | 14 | 5 | 5 | 4  | 30     | 26     | +4    | 37  |                                               |
| 5   | FC Luzern               | 14 | 5 | 2 | 7  | 17     | 30     | −13   | 31  |                                               |
| 6   | Servette FC             | 14 | 4 | 5 | 5  | 25     | 21     | +4    | 31  |                                               |
| 7   | Neuchâtel Xamax         | 14 | 4 | 3 | 7  | 25     | 29     | −4    | 29  |                                               |
| 8   | Yverdon-Sport FC        | 14 | 2 | 1 | 11 | 13     | 35     | −22   | 22  |                                               |

## Grupa awans/spadek
| Lp. | Drużyna       | M  | Z | R | P  | Bramki | Bramki | Różn. | Pkt | Uwagi                 |
| --- | ------------- | -- | - | - | -- | ------ | ------ | ----- | --- | --------------------- |
| 1   | FC Lugano     | 14 | 8 | 4 | 2  | 26     | 18     | +8    | 28  |                       |
| 2   | FC Sion       | 14 | 7 | 3 | 4  | 28     | 19     | +9    | 24  |                       |
| 3   | FC Zürich     | 14 | 7 | 3 | 4  | 17     | 12     | +5    | 24  | Puchar UEFA • I runda |
| 4   | FC Aarau      | 14 | 6 | 4 | 4  | 23     | 16     | +7    | 22  |                       |
| 5   | AC Bellinzona | 14 | 4 | 8 | 2  | 21     | 14     | +7    | 20  |                       |
| 6   | FC Thun       | 14 | 4 | 4 | 6  | 17     | 18     | −1    | 16  |                       |
| 7   | SR Delémont   | 14 | 4 | 2 | 8  | 18     | 29     | −11   | 14  |                       |
| 8   | FC Baden      | 14 | 1 | 2 | 11 | 7      | 31     | −24   | 5   |                       |

## Najlepsi strzelcy
25 bramek
- Charles Amoah (FC Sankt Gallen)

21 bramek
- Rainer Bieli (Neuchâtel Xamax)

17 bramek
- Efan Ekoku (Grasshopper Club Zurych)

14 bramek
- Alexandre Rey (Servette FC)

13 bramek
- George Koumantarakis (FC Basel)